# Алакамыс
Алакамыс — посёлок в Варненском районе Челябинской области России. Входит в состав Аятского сельского поселения

## История
Основан при колхозной ферме, построенной в 1930-х гг. в черте села Александровка.

## География
Расположен в юго-восточной части района. Расстояние до районного центра села Варна 66 км.
Уличная сеть
- Лесная улица,
- улица Мира,
- Октябрьская улица,
- Пролетарская улица,
- Центральная улица,
- улица Чапаева,
- Школьная улица.

## Население
| 2002 | 2010 |
| ---- | ---- |
| 371  | ↘184 |

(в 1983—342, в 1995—394). Преобладающее население — казахи.

## Известные жители
Александра Сергеевна Пьяникина — Герой Социалистического Труда, кавалер ордена Ленина, телятница совхоза «Ново-Варненский».

## Инфраструктура
Коллективное и подсобные хозяйства.
- СХПК «Аят»,
- фельдшерско-акушерский пункт,
- детский сад.